# Michael Dukakis
Michael Stanley Dukakis (ur. 3 listopada 1933) – amerykański polityk, działacz Partii Demokratycznej.

## Wczesne lata i wczesna kariera
Dukakis urodził się w Brookline w stanie Massachusetts w rodzinie greckich imigrantów. Ukończył studia prawnicze, po czym służył w armii.
W 1974 pokonał urzędującego republikańskiego gubernatora stanu Massachusetts Francisa W. Sargenta. Urząd gubernatora pełnił w latach 1975–1979, kiedy to Edward J. King pokonał go w prawyborach demokratycznych i sam zasiadł na tym fotelu. W 1977 Dukakis przeprowadził rehabilitację Nicoli Sacco i Bartholomea Vanzettiego, straconych 50 lat wcześniej.
Dukakis powrócił na stanowisko gubernatora w 1983.

## Kandydat na urząd prezydenta
Dukakis w prawyborach demokratycznych na urząd prezydenta pokonał m.in. kongresmena Dicka Gephardta z Missouri i senatora Ala Gore’a z Tennessee. Jego kandydatem na wiceprezydenta został senator Lloyd Bentsen z Teksasu.
Przeciwnikiem Dukakisa z ramienia republikanów był urzędujący wiceprezydent George H.W. Bush. Początkowo gubernator miał ponad 17-procentową przewagę nad Bushem. Przewaga ta jednak stopniała. Republikanie ostro atakowali Dukakisa m.in. za jego sprzeciw wobec kary śmierci. Ostatecznie Dukakis przegrał z Bushem stosunkiem 426 do 111 głosów elektorskich (jeden został oddany na Bentsena).

## Emerytura
Dukakis odszedł z urzędu gubernatora w 1991 i od tamtej pory wycofał się z życia politycznego. Obecnie zajmuje się głównie pracą akademicką.